# ニノモトニノ
ニノモトニノは、日本のイラストレーター。

## 作品[1]

### 書籍
- 本編前に殺されている乙女ゲームの悪役に転生しました（『PASH! ブックス』、著者：空乃智春）
  1. 『本編前に殺されている乙女ゲームの悪役に転生しました』2015年11月27日発売、ISBN 978-4-391-14776-6
  2. 『本編前に殺されている乙女ゲームの悪役に転生しました 2』2016年3月25日発売、ISBN 978-4-391-14846-6
  3. 『本編前に殺されている乙女ゲームの悪役に転生しました 3』2016年6月24日発売、ISBN 978-4-391-14904-3
- アサシンズプライド（『富士見ファンタジア文庫』、著者：天城ケイ）
  1. 『アサシンズプライド 暗殺教師と無能才女』2016年1月20日発売、ISBN 978-4-04-070817-1
  2. 『アサシンズプライド2 暗殺教師と女王選抜戦』2016年4月20日発売、ISBN 978-4-04-070818-8
  3. 『アサシンズプライド3 暗殺教師と運命法廷』2016年7月20日発売、ISBN 978-4-04-070972-7
  4. 『アサシンズプライド4 暗殺教師と桜乱鉄道』2016年11月19日発売、ISBN 978-4-04-070973-4
  5. 『アサシンズプライド5 暗殺教師と深淵饗宴』2017年2月18日発売、ISBN 978-4-04-072227-6
  6. 『アサシンズプライド6 暗殺教師と夜界航路』2017年6月20日発売、ISBN 978-4-04-072230-6
  7. 『アサシンズプライド7 暗殺教師と業火剣舞祭』2017年10月20日発売、ISBN 978-4-04-072484-3
  8. 『アサシンズプライド8 暗殺教師と幻月革命』2018年8月18日発売、ISBN 978-4-04-072485-0
  9. 『アサシンズプライド9 暗殺教師と真陽戴冠』2019年1月19日発売、ISBN 978-4-04-073003-5
  10. 『アサシンズプライド10 暗殺教師と水鏡双姫』2019年6月20日発売、ISBN 978-4-04-073223-7
  11. 『アサシンズプライド11 暗殺教師と禁書階梯』2019年10月19日発売、ISBN 978-4-04-073224-4
  12. 『アサシンズプライド12 暗殺教師と薄明星火』2020年6月19日発売、ISBN 978-4-04-073747-8
  13. 『アサシンズプライド13 暗殺教師と廻天導地』2021年3月19日発売、ISBN 978-4-04-073748-5
  14. 『アサシンズプライド Secret Garden』2018年2月20日発売、ISBN 978-4-04-072651-9
  15. 『アサシンズプライド Secret Garden2』2019年12月20日発売、ISBN 978-4-04-073225-1
- お前を、祝ってやろうか!?（『講談社ラノベ文庫』、著者：御守いちる）
  1. 『お前を、祝ってやろうか!? 1.ラッキースケベの呪いを解いてくれ!』 2016年7月1日発売、ISBN 978-4-06-381523-8
- 元勇者、印税生活はじめました。〜担当編集はかつての宿敵〜（『GA文庫』、著者：霜野おつかい）2017年6月14日発売、ISBN 978-4-7973-9179-4
- 努力しすぎた世界最強の武闘家は、魔法世界を余裕で生き抜く。（『ダッシュエックス文庫』、著者：わんこそば）
  1. 『努力しすぎた世界最強の武闘家は、魔法世界を余裕で生き抜く。』2017年6月23日発売、ISBN 978-4-08-631191-5
  2. 『努力しすぎた世界最強の武闘家は、魔法世界を余裕で生き抜く。 2』2017年8月25日発売、ISBN 978-4-08631202-8
  3. 『努力しすぎた世界最強の武闘家は、魔法世界を余裕で生き抜く。 3』2017年11月22日発売、ISBN 978-4-08631217-2
  4. 『努力しすぎた世界最強の武闘家は、魔法世界を余裕で生き抜く。 4』2018年1月25日発売、ISBN 978-4-08631226-4
  5. 『努力しすぎた世界最強の武闘家は、魔法世界を余裕で生き抜く。 5』2018年4月25日発売、ISBN 978-4-08631243-1
  6. 『努力しすぎた世界最強の武闘家は、魔法世界を余裕で生き抜く。 6』2018年10月25日発売、ISBN 978-4-08631274-5
- スキルトレーダー【技能交換】〜辺境でわらしべ長者やってます〜（『ダッシュエックス文庫』、著者：伏(龍)）2020年10月23日発売、ISBN 978-4-08-631386-5

### ゲーム
- IDOLY PRIDE（2021年6月24日 - ） - ミニキャラを担当[2]。

### ミュージックビデオ
- IDOLY PRIDE
  - 星見プロダクション『Fight oh! MIRAI oh!』 - イラスト[3]
  - 月のテンペスト『裏と表』 - イラスト[4]